# Osendorfer See
Der Osendorfer See, auch Dieskauer See genannt, ist ein anthropogener See in Sachsen-Anhalt. Er liegt im Stadtviertel Radewell/Osendorf des Stadtteils Ammendorf im Südosten der Stadt Halle (Saale) und entstand als Bergbaufolgelandschaft im ehemaligen Ammendorfer Revier.

## Geschichte
Die Bezeichnung des Sees leitet sich vom nahen Ort Osendorf ab. Es handelt sich um den Tagebaurestsee des Braunkohletagebaus „Hermine Henriette I“ im Ammendorfer Revier. Der Aufschluss der Grube erfolgte 1888. Infolge eines Wassereinbruchs 1890 wurde zwischen der nahen Reide und der Grube ein Tondamm angelegt. 1927 wurden der Tagebau „Hermine Henriette“ mit der nahen Grube „v. d. Heydt“ zu einem Großtagebau vereinigt. Mit dem Ende des Zweiten Weltkrieges bzw. kurz danach endete der Braunkohleabbau. Durch einströmendes Grundwasser und Niederschlagswasser begann die Seebildung.
Durch den Braunkohleabbau waren erhebliche Veränderungen im lokalen Wasserhaushalt eingetreten. Um die Böschungsstabilität nicht zu gefährden, musste der Wasserspiegel künstlich niedrig gehalten werden. Mit dem Ausbau des Sees zur Trainings- und Regattastrecke für den Kanurennsport in den 1950er-Jahren wurden Ufer bepflanzt und im Bereich des Rennsportzentrums befestigt, um der Erosion entgegenzuwirken.
Ab 1975 erfolgte eine weitere Sanierung der Seeufer und der Ausbau der Rennstrecke, um die für internationale Rennen erforderlichen 1000-Meter-Distanzen paddeln zu können. Dafür wurde der See zum Teil verbreitert und Uferbegradigungen erfolgten. Bis 1981 wurde die Rekonstruktion der Regattastrecke abgeschlossen.
Der Wasserspiegel des Sees liegt unterhalb des Grundwasserspiegels und wird künstlich bei 74,2 m ü. NHN gehalten, um die Böschungsstabilität nicht zu gefährden. Das Überschusswasser wird in die Reide abgepumpt. Diese Regulierung wird bis heute fortgesetzt.
Im Juni 2013 war der Pegel nach einem Hochwasser um 5 m angestiegen. Erst nach mehr als einem Jahr konnte das vorherige Niveau wieder erreicht werden.
Am See befindet sich das Kanusportzentrum Osendorfer See. Aufgrund des geringen pH-Wertes des Wassers sowie der teilweise gefährlich steilen Uferböschungen, ist der See zum Baden nicht geeignet.
Ebenso war in den 1960er/1970er Jahren am See der MC (Motorsportclub) Leuna / Sektion Wasserski angesiedelt. Der Club hatte ein Vereinsheim mit Bootsgarage sowie eine Steg-/Slipanlage für seine drei Motorboote im Einsatz. Um 1975 intervenierte der Kanusport gegen die Nutzung des Sees durch den Wasserskisport. Als nichtolympische Sportart hatte der Wasserskiverein keine Chance gegen die Pläne. Die Wasserskiabteilung des MC Leuna am Osendorfer See wurde aufgelöst und vom MC Halle am benachbarten Hufeisensee aufgenommen. Als Wasserskiclub „WSC Hufeisensee“ existiert er dort noch.